# Jean-Pierre Bel
Jean-Pierre Bel (Tarn, 30 de dezembro de 1951) é um político francês, filiado ao Partido Socialista. Ocupou o cargo de Presidente do Senado francês de 1 de outubro de 2011 até 30 de setembro de 2014, sucedendo a Gérard Larcher. Antes de assumir a presidência foi também o Líder dos Socialistas no Senado. Foi derrotado por Larcher nas eleições internas de 2008, mas acabou o derrotando em 2011, com 179 votos contra 134. É o primeiro socialista a ocupar a presidência do Senado desde a instauração da Quinta República. Foi sucedido em 2014 por Gérard Lacher, da direita.